# Alex Miller (író)
'Alexander McPhee Miller (London, 1936. december 27. –) ausztrál regényíró. Miller kétszer nyerte el a Miles Franklin-díjat, 1993-ban a The Ancestor Game, 2003-ban pedig a Journey to the Stone Country című műveiért. 1993-ban elnyerte a Nemzetközösségi Írók Díja összesített díját a The Ancestor Game című regényéért. Kétszer nyerte el Új-Dél-Wales irodalmi díját, a Christina Stead-díjat a Conditions of Faith-ért (2001), valamint a Lovesong-ért (2011). Lenyűgöző munkássága, különösen az Autumn Laing című regénye elismeréseként 2012-ben Melbourne Irodalmi Díjat kapott.

## Élete
Alex Miller Londonban született skót apa és ír anya gyermekeként. Miután Somersetben mezőgazdasági munkásként dolgozott, 16 évesen egyedül vándorolt ki Ausztráliába. Queenslandben harangozóként, Új-Zélandon pedig lovászként dolgozott, mielőtt esti iskolába járt, hogy felvételt nyerjen az egyetemre. Miller 1965-ben végzett a Melbourne-i Egyetemen angol és történelem szakon. 1975-ben jelentette meg első novelláját, a „Comrade Pawel”-t a Meanjin Quarterly hasábjain. 1980-ban az Anthill Színház társalapítója és a Melbourne Writers' Theatre alapító tagja volt. 1986 és 1997 között írástanfolyamokat tartott a Holmesglen TAFE-n és a La Trobe Egyetemen. Miller 1998 óta teljes munkaidőben ír. Ez idő alatt tizenhárom megjelent regényéből kilencet és a Max című ismeretterjesztő művét írta meg. Munkássága széles körű kritikai elismerést kapott.
Alex Miller feleségével, Stephanie-val él Victoriában. A The Ancestor Game-et az Allen & Unwin kiadó 2016-ban adta ki újra ünnepi kiadásként, a megjelenés 25. évfordulója és a szerző 80. születésnapja tiszteletére.

## Írás
Miller első regénye, a Watching the Climbers on the Mountain, 1988-ban jelent meg, majd az Allen & Unwin kiadó gondozásában 2012-ben újra kiadták. Jelentős hazai és nemzetközi elismerést jelentett a The Ancestor Game című regénye, amely 1993-ban elnyerte a Miles Franklin-díjat és a Commonwealth Writers'-díj összesített győztesét. Azóta Miller átlagosan kétévente ad ki egy nagyobb regényt, a tizedik az Autumn Laing volt, amely 2011-ben jelent meg. Peter Craven melbourne-i kritikus a The Australianban 2012. július 14-én írt cikkében „kiválónak” nevezte az Autumn Laing-et, és azt mondta, hogy „ez az a regény, amely valószínűleg a legfényesebben csillog majd életművében”. Brenda Walker professzor szerint „Alex Miller lehet Ausztrália legnagyobb élő írója”.
Robert Dixon, a Sydney-i Egyetem ausztrál irodalom professzora azt írja, hogy Miller „regényei nagyrészt hozzáférhetőek a nagyközönség számára, mégis nyilvánvalóan nagy irodalmi komolysággal bírnak – tartalmasak, technikailag mesterien kidolgozottak és magabiztosak, bonyolultan összefüggőek, valamint nagy képzelőerővel, intellektuálisan és etikailag is súllyal bírnak”. A The Novels of Alex Miller, Robert Dixon szerkesztésében és bevezetőjével, 2012-ben jelent meg egy 2011-ben a Sydney-i Egyetemen megrendezett kétnapos szimpóziumot követően, Miller műveinek szentelt jelentős kritikai tanulmányként. 2014-ben Robert Dixon kiadta az első, egyedül írt kritikai áttekintést a tekintélyes szerző tizenegy regényéről. Robert Dixon Alex Miller: the ruin of time című műve a Sydney Studies in Australian Literature sorozat első része.
Miller Autumn Laing című regényét a művészet iránti egész életében tartó érdeklődése ihlette, és lazán Sidney Nolan és Sunday Reed kapcsolatán alapul.
A 2013-ban az Allen & Unwin által kiadott Coal Creek elnyerte a 2014-es Victorian Premier's Literary Awards irodalmi díjat.
2015-ben Alex Miller kiadott egy negyven évnyi írásból származó novellás- és esszégyűjteményt, The Simplest Words címmel. Peter Pierce úgy jellemzi ezt a gyűjteményt, mint „gazdag, nagylelkű összeállítás, amely csábítóan tükrözi Ausztrália egyik legkiválóbb regényírójáról alkotott képünket”.
Az Allen & Unwin által 2017-ben kiadott The Passage of Love című könyvet Michael Cathcart az ABC Rádióban Alex Millerrel készített interjújában úgy jellemezte, mint „a legőszintébb, legmegosztóbb és legnagylelkűbb könyv, amit hosszú-hosszú ideje olvastam”.
A Max egy ismeretterjesztő mű, amely Alex Miller barátságáról mesél mentorával, Max Blatt-tal, és arról, hogyan próbálja megérteni Max életét. A könyvet az Allen & Unwin adta ki 2020-ban. A The Age/Sydney Morning Herald hasábjain Michael McGirr ezt írja: „Maxet lesújtó felismerések kísértik. Blatt azt mondta Millernek, hogy a kínzás legnehezebb része az a felismerés, hogy a kínzó a testvéred is egyben.” Ugyanez a nagylelkűség teszi Maxet ilyen meggyőző érvvé a szűklátókörűség és a megosztottság ellen. Blatt életének mély és széleskörű következményei vannak. Miller intelligens szeretete korok számára teremtett történetet."
Az A Brief Affair című könyvet az Allen & Unwin adta ki 2022-ben.
Az A Kind of Confession the writer's private world Alex Miller naplóbejegyzéseinek és leveleinek gyűjteménye, melyet felesége, Stephanie Miller gyűjtött össze és szerkesztett, 2023-ban jelent meg az Allen & Unwin kiadó gondozásában. Az A Kind of Confession bekerült a 2024-es nem szépirodalmi alkotások kategóriájában odaítélt díj rövid listájára.
A 2024-ben megjelent The Deal a legújabb regénye. Ebben a regényben Alex Miller visszatér Lang Tzu karakteréhez, aki a The Ancestor Game című regényben szerepelt. Stephen Romei a The Saturday Paper 2024. december 18-i számában írt recenziójában idéz a regényből: „A művészet – mondja Lang Andynek – "olyasmi utáni törekvés, ami meghaladja a látókörünket. Ezért mindig kudarcot vallunk. A vágyakozásunk valami után, ami soha nem lehet a miénk." Ez a töprengő ítélet talán minden témát érint ebben a szomorkás, keserédes regényben, amelyet Miller elegáns, megható prózájában írt.”
Megkapta a Centenáriumi Érmet, 2008-ban pedig a Manning Clark-érmet „az ausztrál kulturális élethez való kiemelkedő hozzájárulásáért”. Miller az Ausztrál Bölcsészettudományi Akadémia tagja.

## Könyvei

### Regények
- Watching the Climbers on the Mountain (1988)
- The Tivington Nott (1989)
- The Ancestor Game (1992)
- The Sitters (1995)
- Conditions of Faith (2000)
- Journey to the Stone Country (2002)
- Prochownik's Dream (2005)
- Landscape of Farewell (2007)
- Lovesong (2009)
- Autumn Laing (2011)
- Coal Creek (2013)
- The Passage of Love (2017)
- A Brief Affair (2022)
- The Deal (2024)

### Gyűjtemények
- The Simplest Words (2015)
- A Kind of Confession (2023)

### Non-Fiction
- Max (2020)

### Jelentősebb rövid esszék és novellák
- "Comrade Pawel", 1975, Meanjin Quarterly, No 1, Vol 34.
- "How to Kill Wild Horses', 1976, Quadrant, No 103, Vol XX, No 2.
- "The Wine Merchant of Aarhus", 1993, Kunapipi, Vol XV, No 3.
- "Inside Buckingham Palace", 1994, Brick, No 48.
- "Impressions of China", 1996, Meridian, Vol 15, No 1.
- "The Last Sister of Charity", 2000, The Age, 18 Nov.
- "Chasing My Tale", 2003, Kunapipi, Vol XV, No 3.
- "The Black Mirror", 2006, Art & Australia, Vol 43, No 3.
- "Written in Our Hearts", 2006, Thinking about Truth in Fiction and History', The Australian, 16–17 Dec.
- "Caught Behind My Imagination", 2006, The Age, Summer Age, Friday 29 Dec.
- "Salem Lodge", 2008, Meanjin Quarterly, Vol 67, No 3.
- "The Artist to Himself", 2008, Rick Amor: A Single Mind, Heide Museum of Modern Art, Australia.
- "John Masefield's Attic", 2009, Closing Address to The Flight of the Mind, Conference National Library of Australia, 25 Oct.
- "The End", 2009, Cotter, J and Williams M, (Eds), Readings and Writings, Forty Years in Books, Readings, Australia.
- "The Circle of His Art", 2011, Skovron, A, Gaita, R, and Miller, A, Singing for All He's Worth, Essays in Honour of Jacob G Rosenberg, Picador, Australia[28]
- "Ringroad", Sonya Hartnett, Ed, 2012, The Best Australian Short Stories, Black Inc.
- "Asylum: A Secure Place of Refuge", 2013, Rosie Scott and Tom Keneally, Eds, A Country Too Far, Viking, Australia.
- "The Rule of The First Prelude", 2015, Alex Miller, The Simplest Words, Allen & Unwin, Australia.
- "The Compound", 2019, Griffith Review, No 67.

### Dráma
- Kitty Howard (1978), Melbourne Theatre Company
- Exiles (1981), Anthill Theatre

### Magyarul megjelent
- Lovesong: Végzetes szerelem Párizsban (Lovesong) – Libri, Budapest, 2012 · ISBN 9789633101254 · Fordította: Nagy Zsolt
- Mrs. Laing utolsó csábítása (Autumn Laing) – Park, Budapest, 2016 · ISBN 9789633552087 · Fordította: Dudik Annamária Éva

## Fordítás
- Ez a szócikk részben vagy egészben  az   Alex Miller című angol Wikipédia-szócikk fordításán alapul.  Az eredeti cikk szerkesztőit annak laptörténete sorolja fel. Ez a jelzés csupán a megfogalmazás eredetét és a szerzői jogokat jelzi, nem szolgál a cikkben szereplő információk forrásmegjelöléseként.